# Climaciella brunnea
Espèce
Synonymes
Climaciella brunnea var. instabilis Opler, 1981
Climaciella rubescens Stitz, 1913
Climaciella rubescens var. laciniata Stitz, 1913
Climaciella rubescens var. unicolor Stitz, 1913
Mantispa brunnea Banks, 1911
Climaciella brunnea var. occidentis (Banks, 1911)
Climaciella occidentis (Banks, 1911)
Climaciella varia var. occidentis (Banks, 1911)
Climaciella brunnea (Banks, 1911)
Mantispa brunnea var. occidentis Banks, 1911
Mantispa burquei Provancher, 1875
Mantispa denaria Taylor, 1862
Mantispa moesta Hagen, 1861
Climaciella varia (Erichson, 1839)
Symphrasis varia (Erichson, 1839)
Mantispa varia Erichson, 1839
Mantispa brunnea Say, 1824
Climaciella brunnea est une espèce d'insectes névroptères de la famille des Mantispidae.

## Distribution
Climaciella brunnea vit au Canada et aux États-Unis.

## Cycle de vie
Comme chez la plupart des Mantispidae, les larves de cette espèce parasitent des araignées. Les œufs des araignées-loups sont leur hôte préféré. Les larves se laissent envelopper par les araignées dans leurs sacs à œufs, car elles ne pourraient y pénétrer par elles-mêmes. Si l'araignée n'a pas encore pondu, la larve se nourrit de son sang en attendant. Une fois enfermée dans le sac, la larve mange les œufs jusqu'à sa pupaison.

## Description
Climaciella brunnea est long de 2 à 3 cm. Ses couleurs imitent celles de certaines guêpes (Polistes sp.).

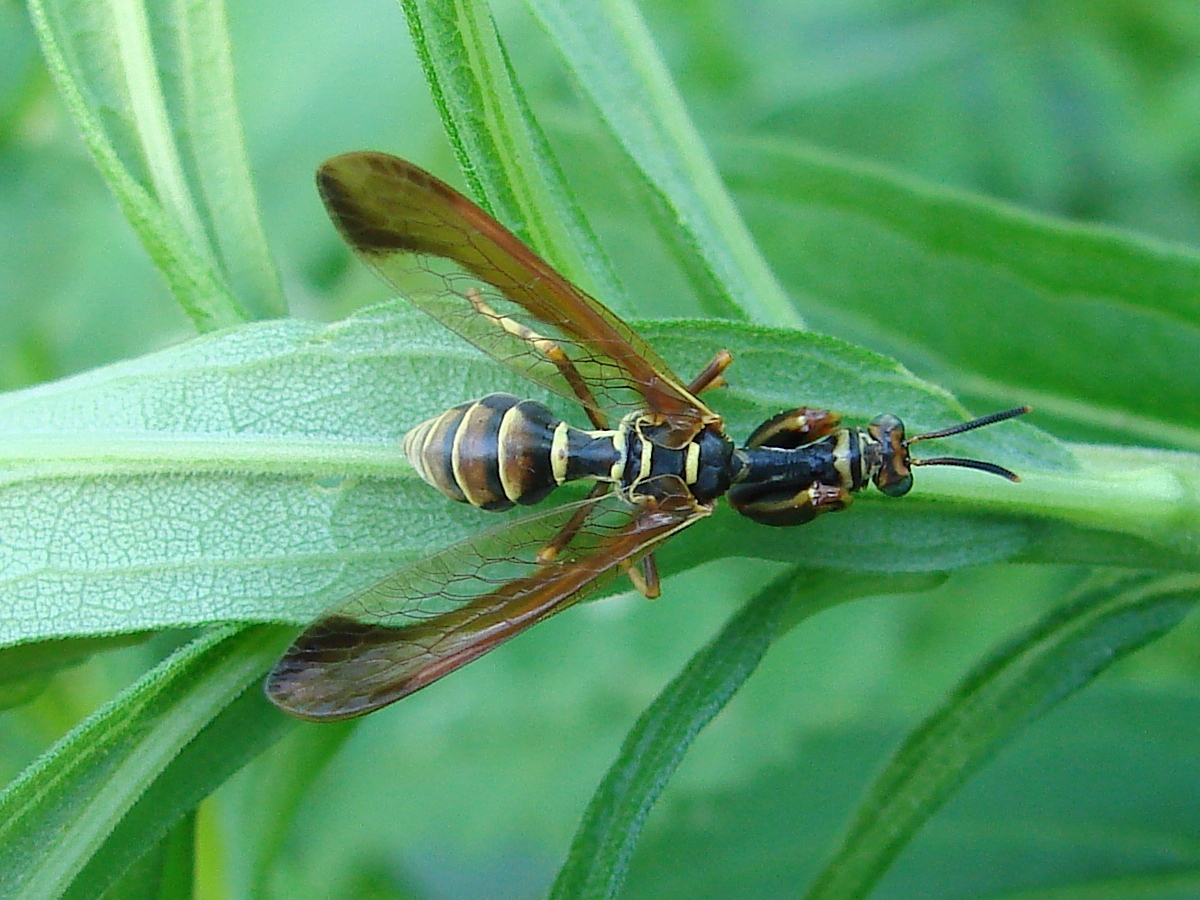
Climaciella brunnea à Cross Plains, dans le Wisconsin.
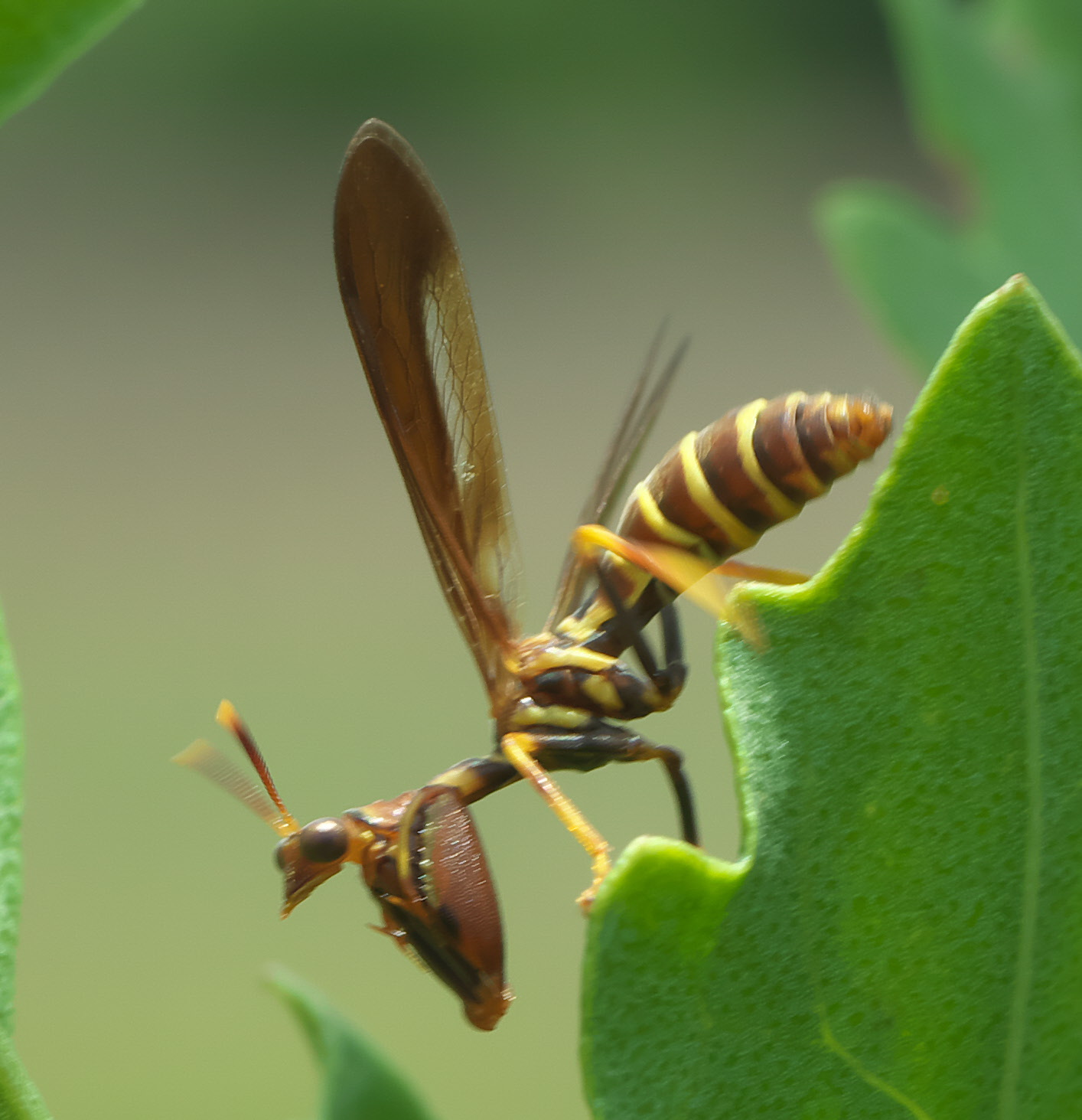
Sur l'Île de Jekyll, en Géorgie.